# Schneidhausen

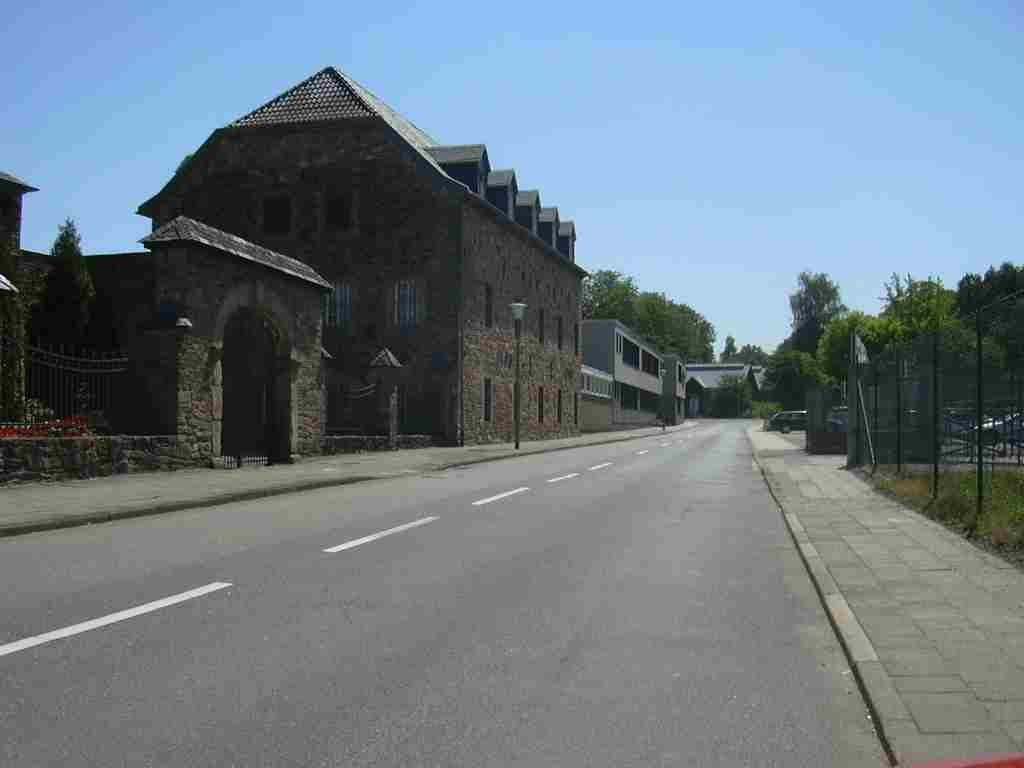
Ortsansicht Schneidhausen

Schneidhausen mit Welk ist ein Wohnplatz in der Stadt Kreuzau im Kreis Düren, Nordrhein-Westfalen.

## Lage
Der Ort liegt direkt an der Rur in der Rureifel. Ein Übergang von Kreuzau nach Schneidhausen ist aufgrund der heutigen Bebauung kaum noch sichtbar. Nachbarorte sind Kreuzau, Lendersdorf, Niederau und Kufferath. Am Ort vorbei führt die Bahnstrecke Düren–Heimbach.

## Geschichte
Durch die Neugliederung des Raumes Aachen (Aachen-Gesetz) wurden mit Wirkung vom 1. Januar 1972 die Gemeinden Obermaubach-Schlagstein und Untermaubach, der Ortsteil Langenbroich aus der Gemeinde Hürtgenwald und die Ortsteile Schneidhausen und Welk aus der Gemeinde Lendersdorf in die Gemeinde Kreuzau eingegliedert – die Gemeinde Niederau kam zu Düren. Die heutige Stadt Kreuzau besteht aus den Ortsteilen Bogheim, Boich, Drove, Kreuzau, Leversbach, Obermaubach mit Schlagstein, Stockheim, Thum, Üdingen, Untermaubach mit Bilstein und Winden mit Bergheim und Langenbroich.

## Wirtschaft
Im 18. Jahrhundert gründete und betrieb Leonhard Hoesch (1684–1761), der zuvor den Neuenhammer im Stolberger Ortsteil Vicht geleitet hatte, in Schneidhausen eine Papierfabrik und ein Hüttenwerk. Das gesamte Unternehmen blieb noch fünf Generationen in Besitz der Familie Hoesch. Aus dem Hüttenbetrieb ging dann die heutige Badewannenfabrik Hoesch Design GmbH hervor, die einer der größten Badewannenhersteller Europas ist.

## Verkehr
Schneidhausen liegt an der inzwischen stillgelegten Bahnstrecke Distelrath–Schneidhausen. Die Bahnstrecke Düren–Heimbach führt am Ort vorbei.

## Sonstiges
Bis 1980 gab es in Schneidhausen das Parkrestaurant, welches als die „gute Stube“ der Stadt Düren bezeichnet wurde.
Der Firmensitz Haus Schneidhausen der Familie Hoesch mit dem Walzwerk Schneidhausen und der dreiflügeligen Hofanlage sowie das zweigeschossige Wohnhaus, alles um 1743 aus Bruchsteinen erbaut, stehen unter Denkmalschutz.

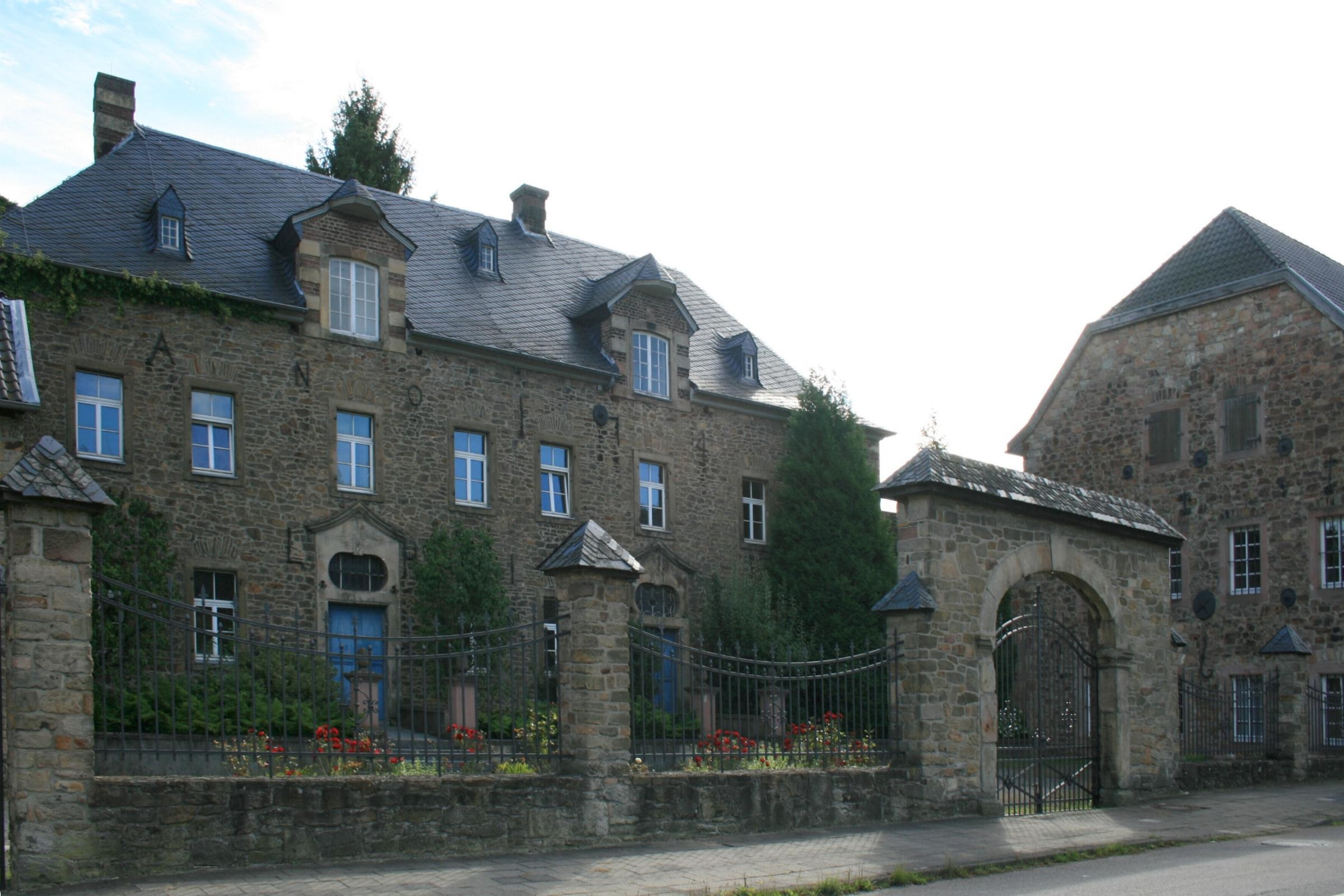
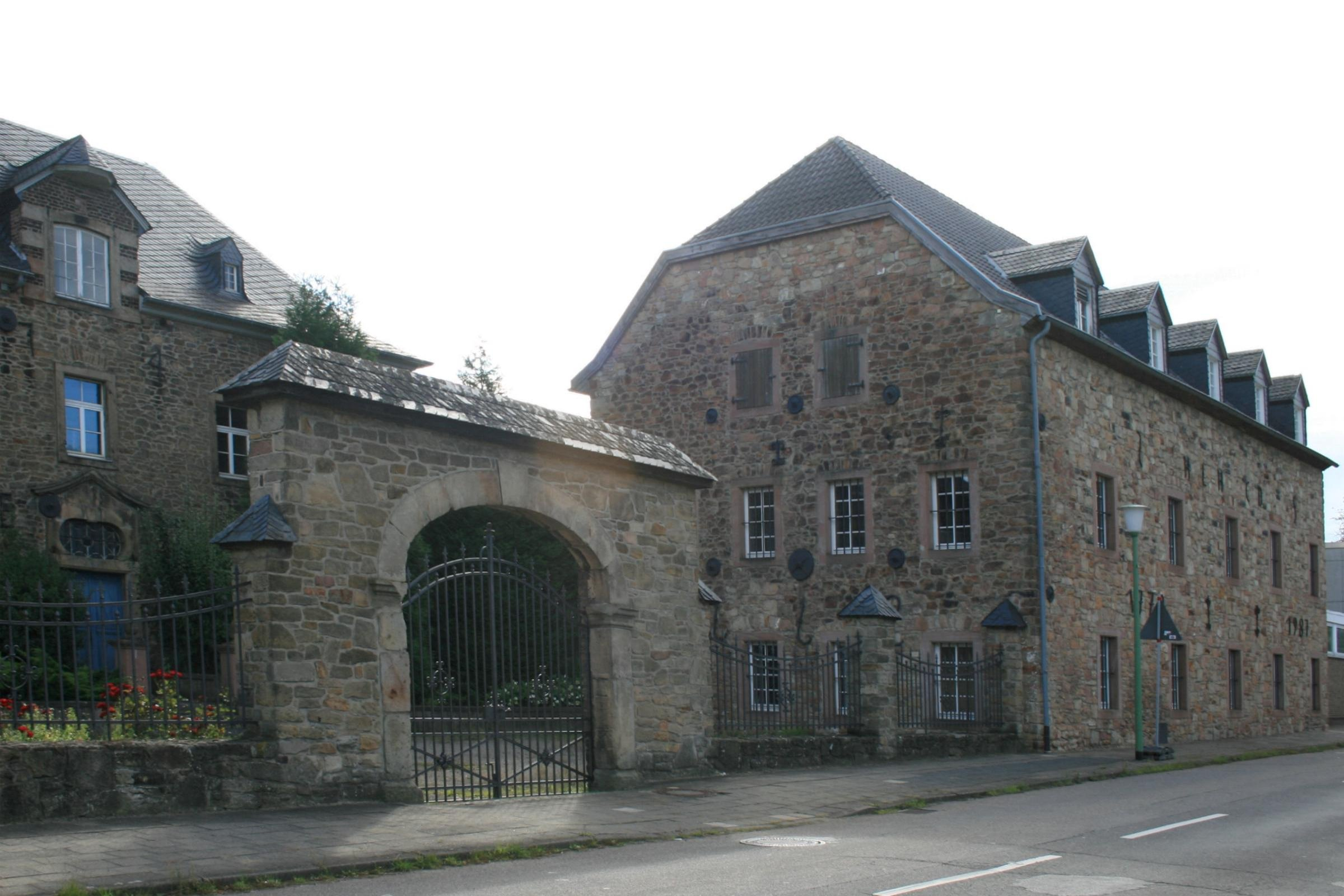
Hofanlage, Wohnhaus
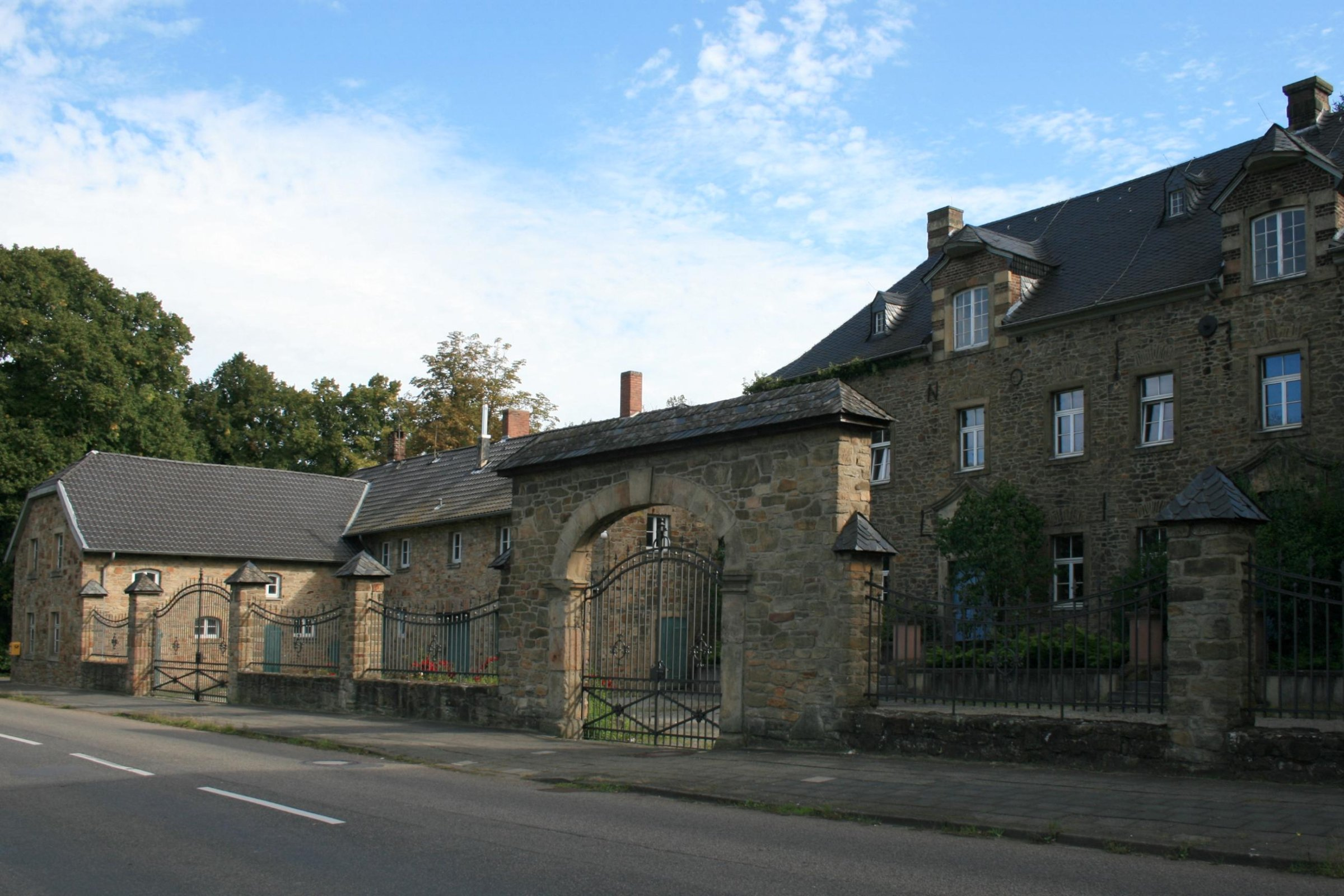